# Xyris operculata
Espèce

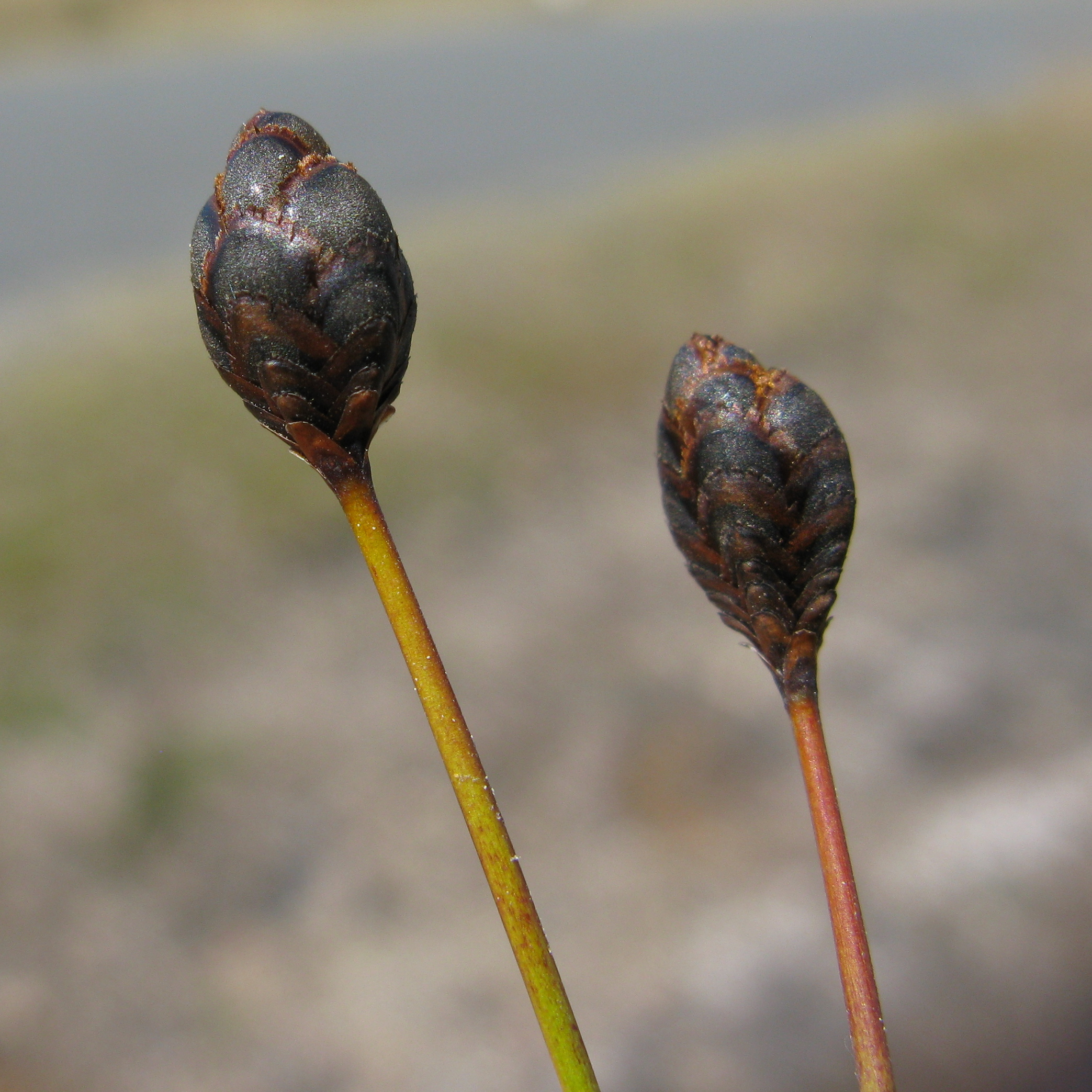
Opercules.

Xyris operculata est une espèce de la famille des Xyridaceae. Dénommé aussi grand œil jaune, c'est une espèce de plante à fleurs endémique du Sud-Est de l'Australie. Observée dans les zones marécageuses, souvent dans les landes.

## Description
C'est une plante herbacée vivace indigène de saison chaude, touffue de 60 à 90 cm de hauteur. Les feuilles sont subtérètes, 20–60 cm de long et 0,5–1 mm de diamètre ; les bases du gainage mesurent 5 à 11 cm de long, sont rouges à brun fauve rougeâtre ou noires et souvent brillantes. Les capitules sont obovoïdes et mesurent 9 à 13 mm de long. Les trois tépales externes sont bruns à brun noirâtre avec des ailes brun doré. Les tépales internes, au nombre de trois, sont pétaloïdes et jaunes ; marges entières. La floraison s'étend de la fin du printemps jusqu'en été. On le trouve principalement dans les zones côtières et sur les massifs. Pousse dans les zones humides ou marécageuses, souvent dans les landes.
C'est l'une des nombreuses plantes publiées pour la première fois par Jacques Labillardière, apparaissant dans son Novae Hollandiae Plantarum Specimen en 1805,. L'épithète spécifique « operculata » est dérivée du latin. Se référant à la pointe durcie de la capsule fructifère, qui ne se divise pas lorsque la capsule se divise et peut être vue rejetée comme un couvercle.

## Systématique
Le nom correct complet (avec auteur) de ce taxon est Xyris operculata Labill..
Xyris operculata a pour synonymes :
- Ramotha operculata (Labill.) Raf.
- Xyris brownii Kunth